# Conocybe gigasperma
Conocybe gigasperma är en svampart som tillhör divisionen basidiesvampar, och som beskrevs av Manfred Enderle och Anton Hausknecht. Conocybe gigasperma ingår i släktet Conocybe, och familjen Bolbitiaceae. Arten är reproducerande i Sverige.